# Подґужин (Куявсько-Поморське воєводство)
Подґужин (пол. Podgórzyn, нім. Podgorschin) — село в Польщі, у гміні Жнін Жнінського повіту Куявсько-Поморського воєводства.
Населення — 486 осіб (2011).
У 1975-1998 роках село належало до Бидгощського воєводства.

## Демографія
Демографічна структура станом на 31 березня 2011 року:
|          | Загалом | Допрацездатний вік | Працездатний вік | Постпрацездатний вік |
| -------- | ------- | ------------------ | ---------------- | -------------------- |
| Чоловіки | 241     | 47                 | 165              | 29                   |
| Жінки    | 245     | 48                 | 145              | 52                   |
| Разом    | 486     | 95                 | 310              | 81                   |